# هاوسفول 4
هاوسفول 4 (بالإنجليزية: Housefull 4)‏ هو فيلم كوميدي خيالي باللغة الهندية صدر عام 2019 من إخراج فرحاد سامجي وإنتاج ناديادوالا غراندسون إنترتينمنت وفوكس ستار ستوديوز. الفيلم هو الجزء الرابع من سلسلة أفلام هاوسفول، ويقوم ببطولته أكشاي كومار، ريتيش ديشموك، بوبي ديول، كريتي سانون، بوجا هيغدي وكريتي خارباندا في الأدوار الرئيسية. تدور القصة حول التناسخ. ثلاثة أشقاء يستعدون للزواج من ثلاث شقيقات. ومع ذلك، فإن نظرة خاطفة إلى الماضي البعيد تكشف لأحد الإخوة أن عرائسهم قد انخرطوا في تناسخهم الحالي.
تم إخراج نصف الفيلم بواسطة ساجد خان، الذي أخرج أيضًا الجزأين الأولين، ولكن تم استبداله بفرهاد سامجي في منتصف التصوير بسبب مزاعم حركة أنا أيضا.   زعم ناديادوالا أن الفيلم هو الفيلم الكوميدي الهندي الأعلى ميزانية.
تم إصدار الفيلم في دور العرض السينمائية في الهند في 25 أكتوبر 2019 خلال مناسبة ديوالي وتلقى مراجعات متباينة وسلبية. حقق الفيلم نجاحًا تجاريًا كبيرًا حيث حقق ما يقرب من 300 كرور روبية في جميع أنحاء العالم. وقد أصبح رابع أعلى فيلم من حيث الإيرادات في عام 2019 .

## حبكة
قصة الفيلم مبنية على التناسخ، وتمتد على فترة 600 عام من عام 1419 إلى عام 2019.
هاري وماكس وروي هم ثلاثة أخوة يعيشون في لندن. هاري، الحلاق يحصل على ومضات غريبة متكررة من عصر الماضي. طبيعته النسيانية تجعله يضيع حقيبة دون مايكل التي تحتوي على 5 ملايين جنيه إسترليني، ويطالبهم أتباعه بإعادة الأموال. لتحقيق هذا الهدف، يتزوج هاري وروي وماكس من بوجا ونيها وكريتي، البنات الثلاث لرجل الأعمال الثري مانراج تاكرال. لكن سرعان ما يقع الثلاثي في الحب، وتبدأ الاستعدادات لحفل زفافهم.
وسرعان ما تسببت الظروف في إقامة حفل الزفاف في سيتامجار. هناك، يلتقون جميعهم بأخري باستا، وهو صبي يعمل في فندقهم، والذي يتعرف عليهم باعتبارهم أشخاصًا متجسدين من 600 عام مضت في عام 1419. يدرك هاري أن ومضاته لها صلة بمطالبات باستا، ويتعرف على الماضي منه في مادهافجار .
في عام 1419، تم نفي راجكومار بالا ملك مادهافجاره من قبل والده ماهاراج باريكشتاب لمحاولته قتله ليصبح ملكًا. أخذه خادمه بهلا باستا إلى سيتامجار (مملكة آنذاك) حيث كان ملكها سوريا سينغ رانا يريد عريسًا لبناته. يخطط بالا للزواج من مادو الكبرى ليصبح مهراجا ويلتقي بانجدو، مدرس الرقص الأنثوي الذي يواعد ابنته الثانية مالا. مينا، الأصغر سنا، تحب حارسها الشخصي الشجاع دارامبوترا. يساعدهم بالا على أن يكونوا معًا ويساعدونه أيضًا على توحيده مع مادو. تنجح الخطة عندما يعلن سوريا عن زواجهما، لكن ابن أخيه سوريابان الذي يريد العرش يقتل زعيم عشيرة سيتامجار المعادية ويوقع الزوجين في التهمة. شقيق الزعيم جاما يقاتل من أجل الانتقام. أدرك بالا أنه يحب مادو حقًا. انهار هيكل الزفاف وقتل الأزواج وجاما.
بالعودة إلى الحاضر، يدرك هاري أن العرسان يستعدون للزواج من العرائس الخطأ. تساعد المعكرونة هاري على تذكير روي وماكس بحياتهما السابقة. يدخل بابو رانجيلا، مغني القوالي وتقمص جاما، لكنه لا يتذكر ماضيه. يجد باستا لوحة تصور يوم زفافهم في حياتهم الماضية، والتي تُظهر مادو بالا، ومالا بانجدو، ومينا دارامبوترا، لتجعل الفتيات يتذكرن ماضيهن. قبل أن يتمكنوا من عرض اللوحة على الفتيات، تم التقاطها من قبل بابو، الذي يتذكر حياته كجاما ويقتحم حفل الزفاف، مما دفع بوجا ونيها إلى تذكر كل شيء. مايكل، في الواقع تجسيد سوريابان، يظهر في حفل الزفاف من أجل أمواله ويطلق النار على جاما.
تتذكر كريتي كل شيء عندما ترى مايكل وتكشف أيضًا أن المانداب لم ينهار - لقد هدمه سوريابان ليقتل الجميع حتى يتمكن من أن يكون مهراجا. مايكل يروي ماضيه ويفتخر بكيفية قتله لأخ جاما. يسمع بابو هذا ويدفع مايكل إلى المانداب المنهار، وبالتالي يحقق انتقامه. وينتهي الفيلم بملاحظة سعيدة حيث يتزوج هاري وكريتي وروي بوجا وماكس نيها، وبالتالي تكتمل قصة حبهم التي يبلغ عمرها 600 عام.

## طاقم التمثيل
- أكشاي كومار بدور راجكومار بالا ديف سينغ وهارش "هاري" سينها، تناسخ راجكومار بالا
- بوبي ديول بدور ماهابالي دارامبوترا ديو سينغ ومادهاف "ماكس" سينها، تناسخ دارامبوترا
- ريتيش ديشموخ بدور بانغدو براتاب سينغ المعروف أيضًا باسم بانغدو مهراج ورامان "روي" سينها، تناسخ بانغدو مهراج
- كريتي سانون بدور راجكوماري مادو وكريتي ثاكرال، تناسخ راجكوماري مادو
- بوجا هيغدي بدور راجكوماري مالا وبوجا ثاكرال، تناسخ راجكوماري مالا
- كريتي خارباندا بدور راجكوماري مينا ونيها ثاكرال، راجكوماري مينا التناسخ
- رنا داجوباتي في دور رجا جاما تشاندريندار وأشيش "بابو" رانجيلا (أطلق عليه الصوت مانوج باندي)، تناسخ جاما
- شانكي باندي بدور بهلا باستا وأخري باستا، تناسخ بيهلا باستا
- رانجيت في دور مهراجا سورياديف "سوريا" سينغ رانا وماراج ثاكرال، تناسخ رجا سوريا.
- شاراد كيلكار في دور سوريابان ورجل العصابات مايكل دكوستا/ مايكل بهاي، تناسخ سوريابان.
- جوني ليفر في دور ونستون تشيرشجيت، مدير فندق سيتامجاره وتجسيد جيجلي (دور مزدوج)
- جيمي ليفر بدور جيجلي: مادو، مالا، وخادمة مينا، زوجة بيهلا باستا
- نواز الدين صديقي بدور دارميش رامزي المعروف أيضًا باسم رامزي بابا (ظهور خاص)، رجل تانترا
- مانوج باهوا بدور فيراج سيهني المعروف أيضًا باسم بيج باي، زعيم مايكل باي (ظهور خاص) )
- باريكشيت ساهني بدور مهراجا باريكشيتاب ديف سينغ (ظهور خاص)
- أرتشانا بوران سينغ بدور فارشا بي سينها (صورة فقط)، والدة هاري وماكس وروي
- شاكتي كابور بدور برابهاكار بادري ناث سينها (الصورة فقط)، والد هاري وماكس وروي
- العنكبوت الكبير في دور مكدودين محي الدين، الحيوان الأليف الشخصي والحيوان المهاجم لراجكومار بالا
- ثلاث حمامات في دور نيل ونيتين وموكيش، الحمام الشخصي لراجكومار بالا
- شام مشالكار بدور دربري
- بريثفي زوتشي بدور شيخار سيسكيريا
- سوراب ساشديفا بدور رازدار
- سوراب سريفاستافا في دور لاخان
- جيتندرا بامجود في دور الأبله
- ديبيش ك. شريستا كسائق
- ماثيو ماكفاريش في دور ريموند
- لوك تولسون في دور كابتن دي جي

## تسويق

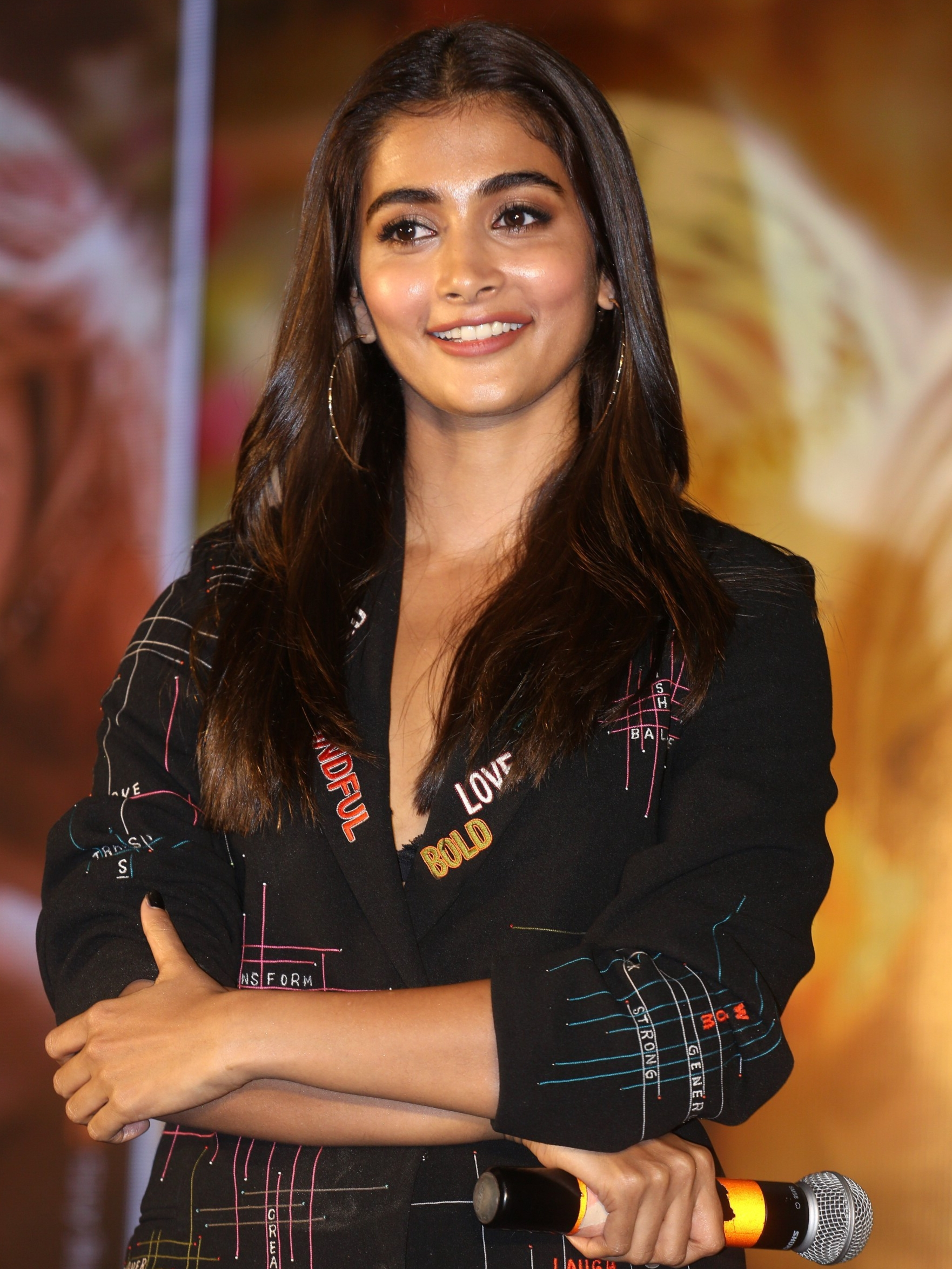
بوجا هيغدي تروج لفيلم هاوسفول 4 في عام 2019

في أوائل سبتمبر 2019، تم الإبلاغ عن أن الترويج للفيلم سيبدأ في أواخر سبتمبر، حيث يخطط صناع الفيلم للترويج لمدة أربعة أسابيع. في 24 سبتمبر 2019، تم الكشف عن شعار هاوسفول 4.
في 25 سبتمبر، أصدر صناع الفيلم ملصقات الممثلين الرئيسيين في كل ساعة من عام 1419 إلى عام 2019، لأول مرة في السينما الهندية. تم إصدار المقطع الدعائي الرسمي للفيلم في 27 سبتمبر 2019 وحصد أكثر من 38 مليون مشاهدة في 24 ساعة من إصداره. أقيم حفل إطلاق المقطع الدعائي للفيلم في بي في آر سينما جوهو، في مومباي بحضور طاقم عمل الفيلم. تم إطلاق المقطع الدعائي للفيلم في الهند والمملكة المتحدة وأستراليا ودبي، ليصبح بذلك أول فيلم هندي يقوم بذلك. في 7 أكتوبر 2019، أقيم حفل إطلاق أغنية "Shaitan Ka Saala" في حيدر أباد، حيث أطلق الأغنية أكشاي كومار وكريتي سانون وبوجا هيجدي. في منتصف أكتوبر 2019، سافر فريق العمل بالكامل في السكك الحديدية الهندية من مومباي إلى دلهي، ليصبح أول فيلم يقوم بذلك.

## روابط خارجية
- هاوسفول 4 على موقع IMDb (الإنجليزية)
- هاوسفول 4 على موقع روتن توميتوز (الإنجليزية)
- هاوسفول 4 على موقع بوكس أوفيس موجو (الإنجليزية)
- هاوسفول 4 على موقع قاعدة بيانات الفيلم (الإنجليزية)
- هاوسفول 4 على موقع ليتربوكسد (الإنجليزية)
- هاوسفول 4 على موقع كينوبويسك (الروسية)